# Kap Kennedy (Antarktika)
Kap Kennedy ist ein Kap an der Küste des ostantarktischen Königin-Marie-Lands. Es liegt auf der Ostseite der Melba-Halbinsel in einer Entfernung von 6 km südwestlich von David Island.
Teilnehmer der Australasiatischen Antarktisexpedition (1911–1914) unter der Leitung des australischen Polarforschers Douglas Mawson entdeckten es. Mawson benannte es nach dem australischen Physiker Alexander Lorimer Kennedy (1889–1972), der an der Forschungsreise beteiligt war.